# Полтавская (река)
Полтавская — река на острове Сахалин, левый приток реки Большой Такой, принадлежит к бассейну реки Найба.
Впадает в реку Большой Такой за 29 км от её впадения в Найба, протекает по территории Долинского городского округа Сахалинской области.
Общая протяжённость реки составляет 13 км. Площадь водосборного бассейна составляет 26,7 км². Общее направление течения с юга на север.

## Данные водного реестра
По данным государственного водного реестра России относится к Амурскому бассейновому округу.
Код объекта в государственном водном реестре — 20050000212118300005673.